# Kuyucak
Kuyucak là một huyện thuộc tỉnh Aydın, Thổ Nhĩ Kỳ. Huyện có diện tích 497 km² và dân số thời điểm năm 2007 là 30534 người, mật độ 61 người/km².